# En katt bland hermelinerna
"En katt bland hermelinerna" är en kuplett med text av Karl Gerhard. Sången framfördes på scen i revyn Karl-Gerhards bönhus, hans nyårsrevy på Cirkus i Göteborg 1/1 1954 och gavs ut som singel året efter. Melodin är skriven av amerikanen Bob Merrill och har originaltiteln "There's a Pawn Shop on the Corner (in Pittsburgh, Pennsylvania)".
Texten handlar om en äldre östermalmska som klagar över hur det inte längre är lika stor skillnad på adel och "plebs", eftersom numera vem som helst går i päls och folk gifter sig lite hur som helst. I de mer skvalleraktiga delarna av kupletten behandlar Gerhard veckopressens relation till kungligheter och andra kända. Där framhävs Vecko-Journalen och tre journalister därifrån nämns, nämligen Marianne Höök, Gustaf von Platen och Stig Ahlgren. På temat kungligheter som gifter ner sig eller på annat sätt ingår mesallianser nämns norska prinsessan Ragnhild som gifte sig med en skeppsredare, Carl Johan Bernadotte och prins Bertil. Östermalmskan förfasar sig även över att baron Povel Ramel och balettdansösen Elsa-Marianne von Rosen trots sin adliga bakgrund sysslar med sådana yrken. Sist i kupletten nämns premiärdansösen Ellen Rasch.
När Karl Gerhard sjöng denna kuplett gjorde han det utklädd till överklassdamen, med skrikig och gäll röst när han kom till refrängen. Vid 100-årsjubileet av Karl Gerhards födelse 1991 gjorde Magnus Uggla i TV-programmet Caramba! en bejublad imitation av denna gerhardska östermalmska.

## Idiomet
Katt bland hermeliner som språkligt uttryck syftar på en person som tagit sig in i en miljö där den inte är av lika fin härkomst som de övriga, eller på annat sätt inte är tillräckligt fin för sällskapet. Hermeliner syftar här på "fint folk" den medan den ohyfsade inträngaren liknas vid en vanlig katt. Uttrycket kommer från kupletten.
Gerhard använde även frasen som titel på en av sina självbiografiska böcker, Katt bland hermeliner 1956.